# Залізний патріот
«Залізний патріот» (англ. Iron Patriot) — назва екзоскелетної броні, власниками якої були кілька персонажів коміксів видавництва Marvel Comics.

## Історія

### Залізний патріот I
Першим носієм броні, а також псевдоніма «Залізний патріот» стає Норман Озборн, який сформував команду Темних Месників під час подій серії коміксів "Темне Правління". Костюм був створений як об'єднання образів Капітана Америка та Залізної людини. Подальші спроби Озборна зміцнити свою владу були зірвані різними супергероями. Пізніше він ініціює вторгнення в Асґард, стверджуючи, що асґардці становлять загрозу національній безпеці. Згодом під час битви з кількома супергероями один з Темних Месників, Часовий, стає винуватцем обвалення Асґарду на Землю.

### Після Озборна
Новий Залізний патріот з'являється під час подій Marvel NOW!.
Броню Залізного патріота була помічена на виставці зброї, яку відвідували Дейзі Джонсон і Нік Ф'юрі-молодший. Під час нападу компанією «А.І.М.» і їх боротьбі з Таємними Месниками, Ендрю Форсон з A. I. M. краде броню Залізного Патріота.

### Залізний патріот II
Джеймс Роудс отримує резервну броню Залізного патріота від агента Щ. И. Т. Філа Колсона. Роудс використовує броню в якості захисника Америки і охоронця президента США під час вторгнення Мандарина, що поширював вірус, який був відомий як Екстреміс. Інфіковані ним люди, здебільшого раби або солдати, яким був відданий наказ, спочатку відчували болісну біль, а потім ставали невразливими, отримуючи надлюдські силу, здібності і безсмертя. В одній з операцій Роудс стикається з зараженою Екстремісом жінкою. У бою з нею броня Залізного Патріота була розплавлена на рівні живота і втратила лицьову маску, після чого Роудс втратив свідомість, а костюм потрапив до Мандарина. У кінцевому рахунку Тоні Старку вдалося звільнити свого друга і повернути костюм.

## Сили і здібності
Броня Залізного патріота дає своєму носієві надлюдську силу, підвищену міцність, можливість літати. Крім цього вона була озброєна за останнім словом техніки: вибухові ракети дальньої дії, мініатюрні лазери, а також радіозв'язок з штабом, Білим домом, безпосередньо з президентом США та іншими Темними Месниками. Тим не менш ця броня сильно поступається сучасним костюмам Залізної людини. Ще одним недоліком був той факт, що Тоні Старк мав пароль до кожного свого творіння, тому, під час Облоги Асґарду він деактивував броню Залізного патріота. У броні нового Залізного патріота усі неполадки колишньої моделі були усунені.

## Альтернативні версії

### Американський син
У сюжетній лінії "Темне Правління" з'являється Американський син, броня, розроблена на основі костюма Залізної людини і озброєна арсеналом Капітана Америки.
В The Amazing Spider-Man Норман Озборн запропонував своєму синові Гаррі Озборну стати членом його «Месників». Той був змушений погодитися, щоб знайти ліки для своєї коханої Лілі Голлістер. Норман хотів, щоб його син став «серцем Америки» і розробив для нього броню Американського сина. Тим не менш, його слова виявилися брехнею. Озборн мав намір влаштувати публічну смерть сина, щоб завоювати співчуття громадськості. Дізнавшись про це, Гаррі надів броню Американського сина і вступив у бій з батьком. Разом з Людиною-павуком, йому вдалося отримати перемогу.
Коли Норман Озборн був заарештований, зведений брат Гаррі Габріель Стейсі спробував вбити його, проте той був врятований невідомою людиною в броні Американського сина. Після невдалого замаху, було виявлено, що Габріель і Американський син — одна і та ж людина. Згодом з'ясувалося, що він вкрав броню і тепер страждає від роздвоєння особистості. Сам Габріель заподіював шкоди суспільству, в той час як особистість Американського сина виправляла його помилки. Під час битви Габріеля з Людиною-павуком і Гаррі, останній відключив броню і переміг його в рукопашному бою. Зазнавши поразки, Габріель був відправлений лікуватися до психіатричної лікарні. Пізніше йому була доставлена відновлена броня Американського сина.

### Ultimate Marvel
Носієм броні Залізної патріота у всесвіті Ultimate Marvel є сам Тоні Старк. Коли на території США розгортається нова громадянська війна, Старк перефарбовує свої обладунки в кольори Залізного патріота, в той час як Капітан Америка стає президентом США. Пізніше броня була зруйнована Чорним лицарем.

## Поза коміксами

### Мультсеріали
- Норман Озборн в броні Залізної патріота з'являється у другому сезоні мультсеріалі «Людина-павук: Щоденник супергероя», в епізодах "Другий шанс для героя", "Повернення Зловісної Шістки", "Залізний стерв'ятник" і «Анти Веном». Після всіх своїх злодіянь та божевілля своєї другої особистості, Гобліна, — Норман вирішує, що повинен стати супергероєм. Пізніше Гаррі Озборн використовує броню Американського сина, щоб допомогти Людині-павуку і Майлзу Моралесу в битві з Доктором Восьминогом і Стерв'ятником.
- Броня Залізного патріота з'являється у мультсеріалі «Месники: Загальний Збір». Вона була захоплена Альтроном і використана для боротьби з Капітаном Америкою.

### Мультфільми
- В повнометражному мультфільмі «Залізна людина і Капітан Америка: Союз героїв» ближче до кінця сюжету Капітан Америка використовує броню Залізного патріота під час тренування з Залізною людиною.

### Фільми
- У фільмі «Залізна людина 3» Залізним патріотом була названа вдосконалена версія броні «Бойової машини», що належала Тоні Старку, але користувався нею полковник ВПС США Джеймс Роудс (у виконанні Дона Чідла). У фільмі Роудс попросив президента Сполучених Штатів створити Залізного патріота для використання урядом як «американського героя» у відповідь на події, які відбулися в фільмі «Месники»[15]. Броня була вкрадена компанією А.І.М. і використана Еріком Савіном для викрадення президента, але пізніше Роудс повернув собі броню. Це єдині обладунки Залізної Людини, які залишились цілими в кінці фільму. У наступних фільмах Роуді повертається до псевдоніму "Бойова машина".
- Роуді використовує посилену броню Залізного патріота у фінальній битві проти військ Таноса у фільмі «Месники: Завершення».

### Відеоігри
- Залізний патріот (Норман Озборн) присутній в якості іграбельного персонажа в грі «Marvel Super Hero Squad Online».
- Оригінальний костюм Залізного патріота з'являється в якості альтернативного костюма Залізної людини в грі «Ultimate Marvel vs. Capcom 3».
- Броня Залізного патріота може бути розблокована у мобільній грі «Iron Man 3», яка насправді є бронею «War Machine Mark II» (укр. «Бойова машина. Модель 2»), але зі зміненим забарвленням.
- Друга версія броні Залізного патріота з'являється в грі «Marvel: Avengers Alliance» для Facebook.
- Друга версія броні доступна в грі «Lego Marvel Super Heroes».
- Друга версія Залізного патріота з'являється в грі «Disney Infinity: Marvel Super Heroes».
- У грі «Marvel Heroes» в якості альтернативної броні Воїна можна вибрати Залізного патріота.
- Оригінальна версія Залізного патріота з'являється в мобільній грі «Marvel: Contest of Champions».
- Залізний патріот є костюмом для Бойової машини в мобільній грі «Marvel: Future Fight»
- Залізний патріот є іграбельним персонажем в грі «Lego Marvel's Avengers».